# Accord pythagoricien
 (février 2009).
Si vous disposez d'ouvrages ou d'articles de référence ou si vous connaissez des sites web de qualité traitant du thème abordé ici, merci de compléter l'article en donnant les références utiles à sa vérifiabilité et en les liant à la section « Notes et références ».

Quinte du loup et comma sur le cercle représentant sept octaves.

En théorie de la musique occidentale, l'accord pythagoricien est un accord construit exclusivement sur des intervalles de quintes pures. Il est caractérisé par sa tierce, dite pythagoricienne, de rapport 81/64. On l'appelle communément « gamme pythagoricienne ».
Durant l'Antiquité, l'intervalle de quinte pure était considéré comme le plus consonant après l'octave, en raison de son rapport numérique simple (2/3) sur le monocorde.
La méthode de superposition des quintes permet de construire une gamme chromatique ; c'est ainsi la plus ancienne manière d'accorder les instruments à sons fixes. Elle a été en usage jusqu'à la fin du Moyen Âge. Depuis, la gamme utilisée dans la musique occidentale est principalement la gamme tempérée. Cette gamme est plus pratique en termes de composition musicale que la gamme pythagoricienne.

## Histoire
Cet accord tient son nom du philosophe et mathématicien grec Pythagore, à qui la découverte a été attribuée par des textes médiévaux, même si les premiers textes décrivant l'utilisation d'accords similaires remontent aux Babyloniens, vers le IIe millénaire av. J.-C.. L'école pythagoricienne a théorisé la gamme heptatonique dans l'harmonie des sphères, en utilisant les rapports de nombres entiers les plus simples sur le monocorde : l'octave (rapport 1/2, la corde est partagée en deux), la quinte (rapport 2/3, la corde vibre sur ses deux tiers) et la quarte (rapport 3/4). Ces intervalles étant alors considérés comme les seuls consonants.
Aucun texte de Pythagore ne nous est parvenu, mais on retrouve chez Platon les termes du rapport du leimma, soit 256/243. Le plus ancien texte connu traitant du système pythagoricien est de Henri Arnault de Zwolle, écrit vers 1450.
Platon, dans le Timée (34 b - 37 a), décrit comment le Démiurge façonne l'Âme du monde. Jean-François Mattéi résume ce passage de Platon ainsi :

« Le démiurge va tirer de sa composition finale une structure harmonique suggestive dont les calculs témoignent d'une influence pythagoricienne. Elle est constituée par une double progression géométrique de raison 2 (1, 2, 4, 8) et de raison 3 (1, 3, 9, 27), qu'il est commode de disposer sur un diagramme en forme de lambda majuscule (Λ), selon un schéma que l'on trouve chez Proclus. Cette figure porte, sur chaque côté de l'angle, les nombres respectifs de la série paire et de la série impaire. Le dernier de ces nombres (27) est égal à la somme des six précédents (1 + 2 + 3 + 4 + 8 + 9 = 27)… La progression selon le facteur 2 donne les octaves par doublement successifs des intervalles (1, 2, 4, 8 = Do1, Do2, Do3, Do4...), alors que la progression selon le facteur 3 forme les douzièmes justes (1 = Do, 3 = Sol, 9 = Ré, 27 = La, 81 = Mi, 243 = Si…). On peut alors combler les intervalles musicaux doubles ou triples pour former la gamme complète en s'aidant de deux proportions continues ou « médiétés », l'une arithmétique (de type 1, 2, 3), l'autre harmonique (de type 3, 4, 6), bien connues des pythagoriciens, en particulier Archytas. L'intervalle des nombres de 1 à 2 sera composé des nombres 1 (Tonique), 4/3 (Quarte), 3/2 (Quinte) et 2 (Octave) ; le ton, dont la valeur est 9/8, se situe entre la quarte et la quinte, puisque 3/2 : 4/3 = 9/8. L'Âme du monde est ainsi composée de cinq tons majeurs égaux entre lesquels est intercalé comme « reste », leimma, l'intervalle de 256/243 (= 1,053), mesure du demi-ton diatonique de la gamme naturelle de Pythagore, qui est un peu plus faible que notre demi-ton tempéré. »

— Jean-François Mattéi, Platon.
La gamme pythagoricienne a été progressivement délaissée au Moyen Âge lorsque l'on a commencé à considérer comme consonant l'intervalle de tierce. En particulier avec Gioseffo Zarlino qui donne une nouvelle définition de la tierce dans son Istitutioni Harmoniche en 1558.
Newton (1704) était convaincu qu'il devait y avoir une parfaite correspondance entre les diverses couleurs et les notes de la gamme.
Voltaire, dans les Éléments de philosophie de Newton (1738), partie 2, chap. XIV, résume les résultats :

« La plus grande réfrangibilité du violet répond à ré ; la plus grande réfrangibilité du pourpre répond à mi. Violet/ré, pourpre/mi, bleu/fa, vert/sol, jaune/la, orange/si, rouge/do (ut). Voltaire ajoute : “Cette analogie secrète entre la lumière et le son donne lieu de soupçonner que toutes les choses de la nature ont des rapports cachés que peut-être on découvrira quelque jour.” »

— Pierre Thuillier, La revanche des sorcières.

## Construction de la gamme pythagoricienne

On construit une quinte pure à partir d'une note de base en prenant les deux tiers de la corde.

### Quinte pure
L'intervalle de quinte pure correspond en acoustique musicale à un rapport de fréquences de 3/2. Ainsi, si on part de la note ayant pour fréquence 200 Hz, l'intervalle de quinte pure est obtenu en partageant la corde aux 2/3, donc en multipliant cette fréquence par 3/2 : la deuxième note aura une fréquence de 300 Hz, la troisième note 450 Hz, la quatrième note 675 Hz, etc. De même, comme le montre la figure à droite, en utilisant le monocorde, on construit un intervalle de quinte pure à partir d'une note de base en prenant les deux tiers de la corde. Ce rapport de 3/2 s'explique physiquement par la troisième harmonique produite lors de la production d'un son harmonique : la fréquence de la troisième harmonique est deux fois la fréquence de la quinte juste. Ainsi, jouer une note et sa quinte simultanément est harmonieux.

### Suite de quintes
À partir de cette nouvelle note à la quinte on prend à nouveau les deux tiers de la corde, ce qui donne la deuxième quinte. En continuant ainsi, on retombe à la 12e quinte sur une note très proche de celle de départ (en tenant compte du principe d'équivalence des octaves). Sur le plan mathématique, il se trouve que si on répète douze fois le passage à la quinte, on a franchi légèrement plus de sept octaves ({\displaystyle (3/2)^{12}\approx (2/1)^{7}}), et on revient presque exactement sur la note initiale. Ce rapport de fréquence 3/2 est en effet en rapport multiplicatif « simple » (au sens des fractions continues) du rapport d'octave 2/1 : {\displaystyle {\frac {\log {(3/2)}}{\log {(2/1)}}}\approx 7/12} (ou plus précisément 7,01955…/12). Ce fait mathématique est à l'origine de pratiquement toute la théorie musicale : division de l'octave en douze demi-tons, et rôle primordial de la quinte dans les accords musicaux.
Pour construire une gamme musicale avec ces notes, on les ramène à une même octave, soit dans un intervalle de rapport 2 (principe d'équivalence des octaves), et on ignore la différence entre {\displaystyle ({\frac {3}{2}})^{12}} et {\displaystyle {2^{7}}} (appelée comma pythagoricien) pour boucler la boucle. On peut choisir avec l'exemple précédent l'octave comprise entre 200 Hz et 400 Hz : il faut diviser par une puissance de 2 les fréquences se situant au-dessus des 400 Hz, ce qui donnera par exemple pour celle de 675 Hz le résultat 337,5 Hz (675/21).
| Quintes                        | 0  | 1        | 2           | 3          | 4           | 5           | 6           | 7            | 8            | 9            | 10            | 11            | 12            |
| Noms                           | do | sol      | ré          | la         | mi          | si          | fa♯         | do♯          | sol♯         | ré♯          | la♯           | mi♯           | si♯           |
| Rapports                       | 1  | 3/2      | 32/22       | 3/23       | 34/24       | 35/25       | 36/26       | 37/27        | 38/28        | 39/29        | 310/210       | 311/211       | 312/212       |
| Rapports ramenés dans l'octave | 1  | 3/2 =1,5 | 32/23 ≈1,13 | 3/24 ≈1,69 | 34/26 ≈1,27 | 35/27 ≈1,90 | 36/29 ≈1,42 | 37/211 ≈1,07 | 38/212 ≈1,60 | 39/214 ≈1,20 | 310/215 ≈1,80 | 311/217 ≈1,35 | 312/218 ≈2,03 |

On pourrait de la même manière écrire la suite symétrique des douze quintes pures descendantes en faisant apparaître cette fois les bémols. Cette suite est équivalente à l'octave près de celle des douze quartes pures ascendantes, 2/3 × 2 étant égal à 4/3.
| Quintes                        | -12           | -11           | -10           | -9           | -8           | -7           | -6           | -5          | -4          | -3          | -2          | -1        | 0  |
| Noms                           | ré♭♭          | la♭♭          | mi♭♭          | si♭♭         | fa♭          | do♭          | sol♭         | ré♭         | la♭         | mi♭         | si♭         | fa        | do |
| Rapports                       | 212/312       | 211/311       | 210/310       | 29/39        | 28/38        | 27/37        | 26/36        | 25/35       | 24/34       | 23/33       | 2/32        | 2/3       | 1  |
| Rapports ramenés dans l'octave | 220/312 ≈1,97 | 218/311 ≈1,48 | 216/310 ≈1,11 | 215/39 ≈1,66 | 213/38 ≈1,25 | 212/37 ≈1,89 | 210/36 ≈1,40 | 28/35 ≈1,05 | 27/34 ≈1,58 | 25/33 ≈1,19 | 24/32 ≈1,78 | 4/3 ≈1,33 | 1  |

### Tri des notes
On trie des quintes suivant l'ordre croissant des rapports ramenés dans l'intervalle [1 ; 2]. La dernière quinte est raccourcie à l'octave supérieure.
| Quintes                        | 0      | 0      | 7      | 7      | 2     | 2      | 9      | 9      | 4     | 4      | 11      | 11      | 6     | 6     | 1     | 1      | 8      | 8      | 3     | 3      | 10      | 10      | 5     | 5     | 0     | 0     |
| Rapports ramenés dans l'octave | 1      | 1      | 37/211 | 37/211 | 32/23 | 32/23  | 39/214 | 39/214 | 34/26 | 34/26  | 311/217 | 311/217 | 36/29 | 36/29 | 3/2   | 3/2    | 38/212 | 38/212 | 3/24  | 3/24   | 310/215 | 310/215 | 35/27 | 35/27 | 2     | 2     |
| Noms                           | do     | do     | do♯    | do♯    | ré    | ré     | ré♯    | ré♯    | mi    | mi     | mi♯     | mi♯     | fa♯   | fa♯   | sol   | sol    | sol♯   | sol♯   | la    | la     | la♯     | la♯     | si    | si    | do    | do    |
| Rapports intermédiaires        | 37/211 | 37/211 | 37/211 | 28/35  | 28/35 | 37/211 | 37/211 | 28/35  | 28/35 | 37/211 | 37/211  | 28/35   | 28/35 | 28/35 | 28/35 | 37/211 | 37/211 | 28/35  | 28/35 | 37/211 | 37/211  | 28/35   | 28/35 | 28/35 | 28/35 | 28/35 |

La gamme chromatique obtenue possède des intervalles irréguliers avec une alternance des deux valeurs. L'écart entre la 1re et la 2e note est appelé apotome. Autrement dit, c'est l'écart entre le do et le do♯. Les écarts se mesurent en faisant les quotients des rapports : ici l'apotome vaut donc {\displaystyle {\frac {3^{7}/2^{11}}{1}}=3^{7}/2^{11}}. On retrouve l'apotome entre le ré et ré♯, entre le mi et le mi♯, entre le fa et le fa♯, le sol et le sol♯, et le la et le la♯. L'écart entre la 2e et la 3e note, i.e. entre le do♯ et le ré, s'appelle leimma. Il vaut {\displaystyle {\frac {3^{2}/2^{3}}{3^{7}/2^{11}}}=2^{8}/3^{5}}. On retrouve cet intervalle entre le do♯ et le ré, le ré♯ et mi, le mi♯ et le fa♯, le fa♯ et le sol, le sol♯ et le la, le la♯ et le si et enfin le si et le do. D'une manière générale l'apotome est entre deux notes de nom identique tandis que le leimma est entre deux notes de noms différents. C'est la même règle avec les bémols obtenus dans la suite des quintes descendantes. L'apotome est légèrement plus grand que le leimma. Cette différence s'appelle le comma pythagoricien égal à {\displaystyle {\frac {\text{apotome}}{\text{leimma}}}={\frac {3^{7}/2^{11}}{2^{8}/3^{5}}}=3^{12}/2^{19}}. Le comma pythagoricien est perceptible à l'oreille car il vaut presque un quart de demi-ton. Le logarithme de base 2 permet de calculer une valeur d'environ 23 centièmes de demi-ton : {\displaystyle 1200\times \log _{2}{\biggl (}{\frac {3^{12}}{2^{19}}}{\biggr )}=1200\times \log \left({\frac {3^{12}}{2^{19}}}\right)/\log 2\simeq 23,5}.

## Intervalles caractéristiques
La gamme chromatique pythagoricienne comporte:
- 11 quintes pures, plus la quinte du loup
- également 11 quartes pures, obtenues par renversement des quintes
- 8 tierces majeures pythagoriciennes de rapport 81/64 plus grandes que la tierce pure de Zarlino d'un comma syntonique, et 4 tierces majeures très légèrement plus petites que la tierce pure de Zarlino d'un schisma.
- également 8 sixtes mineures pythagoriciennes obtenues par renversement de rapport 128/81
- 10 tons purs de rapport 9/8 et 2 tons plus petits inférieurs d'un comma pythagoricien
- également 10 septièmes mineures dites faibles obtenues par renversement de rapport 16/9
- 9 sixtes majeures pythagoriciennes de rapport 27/16 et 9 tierces mineures pythagoriciennes obtenues par renversement de rapport 32/27
- 5 apotomes et 7 leimmas
- 7 septièmes majeures de rapport 35/27 et 5 septièmes majeures de rapport 212/37 obtenues par renversement

### Comma pythagoricien
Le comma pythagoricien représente la différence entre 7 octaves et 12 quintes pures.
Son rapport de fréquences vaut :
{\displaystyle {\frac {({\frac {3}{2}})^{12}}{2^{7}}}={\frac {3^{12}}{2^{19}}}\approx 1,014}

### Quinte du loup
L'intervalle de 12 quintes pures représente une étendue légèrement supérieure à 7 octaves, la dernière quinte est raccourcie (du comma pythagoricien) pour donner à l'ensemble une étendue valant exactement 7 octaves : elle forme la quinte dite « du loup » car elle est très dissonante (elle « hurle »). Cette quinte rend difficile la transposition. C'est l'un des inconvénients à l'origine de la recherche de nouveaux tempéraments.
Dans la pratique, les musiciens qui préfèrent utiliser des octaves pures accordent leurs instruments sur une gamme pythagoricienne en reportant la quinte du loup dans un intervalle peu utilisé, en général sol# — mi♭. Les intervalles englobant la quinte du loup sonneront faux aussi, il faut donc soigneusement l'éviter.
La quinte du loup se trouve ici dans l'intervalle mi♯—do, mais elle est placée[pas clair] normalement dans la gamme dans l'intervalle sol♯—mi♭, car c'est la quinte la moins utilisée. Sa valeur est diminuée de ce comma par rapport à une quinte juste.
Le rapport de la quinte du loup se calcule en enlevant 11 quintes justes aux 7 octaves considérées :
{\displaystyle {\frac {2^{7}}{\frac {3^{11}}{2^{11}}}}={\frac {2^{18}}{3^{11}}}\approx 1,480}, à comparer avec 1,5 pour une quinte juste.

### Tierce pythagoricienne
La tierce majeure, qui vaut deux tons purs successifs, a pour rapport 9/8 × 9/8 = 81/64 dans la gamme pythagoricienne. Elle diffère légèrement de la tierce pure de rapport 5/4 = 80/64. La différence entre ces deux tierces est le comma syntonique.

### Ton pythagoricien
Le ton pur pythagoricien, appelé l'épogdoon, a pour rapport 9/8 : deux quintes successives forment une neuvième, qui est une seconde redoublée. La neuvième réduite à l'octave donne le rapport : (3/2 × 3/2) / 2 = 9/8.

### Demi-tons
La construction de l'accord fait apparaître deux valeurs pour les demi-tons :
- le plus grand est l'apotome, qui vaut 37/211 (environ 1,0679),
- le plus petit est le leimma, qui vaut 28/35 (environ 1,0535).

Le produit de ces deux intervalles vaut un ton pythagoricien : (37/211)×(28/35) = 32/23 = 9/8.

Le quotient de ces deux intervalles vaut exactement le comma pythagoricien : (37/211)/(28/35) = 312/219.
Une octave vaut : 5 tons + 2 leimmas, le leimma est donc l'équivalent dans l'échelle pythagoricienne du demi-ton diatonique.
Ces deux demi-tons n'étant pas égaux, il est difficile de transposer (jouer un même morceau avec une note tonique différente) ou de moduler (changement, même temporaire, de tonalité au cours du même morceau) dans cette gamme.

#### Apotome
L'apotome est l'intervalle compris entre une note et son altération. Il a toujours la même étendue et a pour rapport 37/211.

#### Leimma
Le leimma (du grec λεῖμμα, « reste »), proche d'une moitié de ton, est le différentiel entre la quarte pure, intervalle de référence chez les Grecs, et deux tons entiers. Il se calcule donc en soustrayant deux tons (9/8) à l'intervalle de quarte (4/3), soit : 
{\displaystyle {\frac {4}{3}}\times {\frac {8}{9}}\times {\frac {8}{9}}={\frac {2^{2}\times 2^{3}\times 2^{3}}{3\times 3^{2}\times 3^{2}}}={\frac {2^{8}}{3^{5}}}}.
Le leimma correspond à l'intervalle compris entre une note altérée et sa voisine ne portant pas le même nom (ré♯ et mi par exemple, ou bien mi♭ et ré).

## Notation

Cycle des quintes avec le solfège : on descend chaque fois que possible d'une octave afin de rester dans la même (représentée en bleu ciel)

En utilisant le nom des notes issues du solfège, il est possible de construire une suite de quintes (en formant le cycle des quintes) et de donner un nom aux notes de la gamme pythagoricienne.
Dans la gamme tempérée, l'étendue d'une quinte juste vaut trois tons et demi : sur un piano on avance de quinte en quinte en se déplaçant chaque fois de 7 touches (touches noires comprises). En partant du do on obtient la suite :
do — sol — ré — la — mi — si — fa♯ — do♯ — sol♯ — ré♯ — la♯ — mi♯ — si♯…
Par convention, on utilise le dièse pour les notes altérées dans la suite des quintes ascendantes, et le bémol dans la suite des quintes descendantes.
Toujours en partant de do, la suite des quintes descendantes commence par :
do — fa — si♭ — mi♭ — la♭ — ré♭ — sol♭ — do♭ — fa♭ — si♭♭ — mi♭♭ — la♭♭ — ré♭♭…

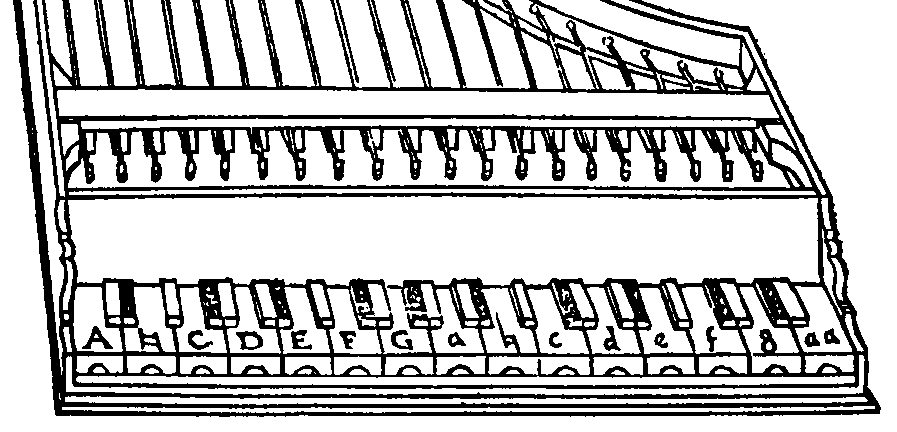
Clavier à 19 touches par octave imaginé par Zarlino, distinguant dièses et bémols

Il n'y a pas d'enharmonie puisque cette gamme n'est pas tempérée : par exemple le do♯ n'a pas la même fréquence que le ré♭. Les deux demi-tons, qui sont identiques dans la gamme tempérée, sont nommés dans la gamme pythagoricienne :
- apotome, pour l'intervalle formé par une note et sa version altérée ;
- limma, pour l'intervalle formé par une note altérée et la note voisine ne portant pas le même nom.

Ces intervalles sont disposés ainsi :
- do — apotome — do♯ — limma — ré, pour les quintes ascendantes ;
- do — limma — ré♭ — apotome — ré, pour les quintes descendantes.

Dans la gamme pythagoricienne, les notes bémolisées sont inférieures d'un comma pythagoricien à leurs notes conjointes diésées, on en déduit l'ordre suivant : do — ré♭ — do♯ — ré.

## Gammes
La superposition de 5 quintes (do — sol — ré — la — mi) donne, après réduction à l'octave, une gamme pentatonique : ré — mi — sol — la — do.
La superposition de 7 quintes (fa — do — sol — ré — la — mi — si) donne une gamme heptatonique diatonique : ré — mi — fa — sol — la — si — do.
La superposition de 12 quintes donne une gamme chromatique.

### Gamme pythagoricienne majeure
À partir d'une suite de 12 quintes pures, on désigne les notes de la gamme chromatique obtenue par les noms suivants :
mi♭ — si♭ — fa — do — sol — ré — la — mi — si — fa♯ — do♯ — sol♯
La quinte du loup sera placée dans l'intervalle le moins utilisé, souvent sol♯ - mi♭. Selon le choix de la note de départ, on obtiendra différents modes pour les sept notes de base. La gamme majeure se définit selon les rapports suivants :
| Notes                   | do  | do  | ré  | ré  | mi    | mi      | fa      | fa  | sol | sol | la    | la    | si      | si      | do      | do  |
| Rapports                | 1/1 | 1/1 | 9/8 | 9/8 | 81/64 | 81/64   | 4/3     | 4/3 | 3/2 | 3/2 | 27/16 | 27/16 | 243/128 | 243/128 | 2/1     | 2/1 |
| Rapports intermédiaires |     | 9/8 | 9/8 | 9/8 | 9/8   | 256/243 | 256/243 | 9/8 | 9/8 | 9/8 | 9/8   | 9/8   | 9/8     | 256/243 | 256/243 |     |

Cette gamme peut aussi se définir par ses écarts (en plus ou en moins) par rapport au tempérament égal, exprimés en cents. La formule mathématique pour obtenir ces écarts est la suivante avec n pour le nombre de demi-tons de la gamme tempérée et R pour les rapports de la gamme pythagoricienne : 
{\displaystyle {\Bigl (}1200\times \log \left(R\right)/\log 2{\Bigr )}-n\times 100}
| Notes  | Do | Do♯    | Ré    | Mi♭   | Mi    | Fa    | Fa♯    | Sol   | Sol♯   | La    | Si♭   | Si    |
| Écarts | 0  | +13,69 | +3,91 | -5,87 | +7,82 | -1,96 | +11,73 | +1,96 | +15,64 | +5,87 | -3,91 | +9,78 |

### Construction de la gamme chromatique pythagoricienne
La gamme pythagoricienne majeure contient la quarte pure (rapport 4/3). On remarque dans la gamme des douze quintes successives ascendantes, qu'en remplaçant l'intervalle le plus proche de la quarte (celui de 11 quintes de rapport 311/217) par la quarte elle-même soit une quinte descendante, on retrouve apotomes et limmas. Cela revient à remplacer le mi♯ par le fa. Dans la gamme chromatique on peut remplacer aussi le sol♯, le ré♯ et le la♯ par le si♭, le mi♭ et le la♭. Cette substitution déplace la quinte du loup dans l'intervalle do♯ — la♭, ce qui peut convenir car cette quinte est elle aussi moins utilisée que fa — do si on est dans une tonalité de do majeur. On remarque qu'en plus les rapports de fréquence sont moins chargés en grands nombres de puissance. On vérifie bien que (27/34) / (37/211) = 218/311 qui est la valeur de la quinte du loup :
| Quintes                    | 0    | 0    | 7      | 7      | 2     | 2     | -3    | -3    | 4     | 4     | -1   | -1   | 6     | 6     | 1    | 1    | -4    | -4    | 3    | 3    | -2    | -2    | 5     | 5     | 0    | 0    |
| Rapports                   | 1    | 1    | 37/211 | 37/211 | 32/23 | 32/23 | 25/33 | 25/33 | 34/26 | 34/26 | 4/3  | 4/3  | 36/29 | 36/29 | 3/2  | 3/2  | 27/34 | 27/34 | 3/24 | 3/24 | 24/32 | 24/32 | 35/27 | 35/27 | 2    | 2    |
| Intervalles intermédiaires | apo. | apo. | apo.   | lim.   | lim.  | lim.  | lim.  | apo.  | apo.  | lim.  | lim. | apo. | apo.  | lim.  | lim. | lim. | lim.  | apo.  | apo. | lim. | lim.  | apo.  | apo.  | lim.  | lim. | lim. |
| Noms                       | do   | do   | do♯    | do♯    | ré    | ré    | mi♭   | mi♭   | mi    | mi    | fa   | fa   | fa♯   | fa♯   | sol  | sol  | la♭   | la♭   | la   | la   | si♭   | si♭   | si    | si    | do   | do   |

## Représentation graphique
Il est possible de représenter une gamme pythagoricienne particulière en mettant les apotomes et les limmas les uns à la suite des autres selon les intervalles obtenus, le limma (90,225 cents) étant plus court que l'apotome (113,685 cents) d'un comma (23,460 cents).

## Comparaison avec la gamme tempérée

Comparaison des enharmonies en gamme pythagoricienne et en gamme tempérée

| Notes | Rapports avec ré        | Fréquences pour la = 440 Hz | Intervalles en cents | Idem au TE | Écarts  |
| ----- | ----------------------- | --------------------------- | -------------------- | ---------- | ------- |
| ré    | 1 / 1 (1,000)           | 293,33                      | 0                    | 0          | 0       |
| mi♭   | 256 / 243 (1,053)       | 309,03                      | 90,225               | 100        | -9,775  |
| ré♯   | 2 187 / 2 048 (1,068)   | 313,24                      | 113,685              | 100        | +13,685 |
| fa♭   | 65 536 / 59 049 (1,110) | 325,56                      | 180,450              | 200        | -19,550 |
| mi    | 9/8 (1,125)             | 330,00                      | 203,910              | 200        | +3,910  |
| fa    | 32/27 (1,185)           | 347,65                      | 294,135              | 300        | -5,865  |
| mi♯   | 19 683/16 384 (1,201)   | 352,40                      | 317,595              | 300        | +17,595 |
| sol♭  | 8 192/6 561 (1,249)     | 366,25                      | 384,360              | 400        | -15,640 |
| fa♯   | 81/64 (1,266)           | 371,25                      | 407,820              | 400        | +7,820  |
| sol   | 4/3 (1,333)             | 391,11                      | 498,045              | 500        | -1,955  |
| fa♯♯  | 177 147/131 072 (1,352) | 396,45                      | 521,505              | 500        | +21,505 |
| la♭   | 1 024/729 (1,405)       | 412,03                      | 588,270              | 600        | -11,730 |
| sol♯  | 729/512 (1,424)         | 417,66                      | 611,730              | 600        | +11,730 |
| si♭♭  | 262 144/177 147 (1,480) | 434,08                      | 678,495              | 700        | -21,505 |
| la    | 3/2 (1,500)             | 440,00                      | 701,955              | 700        | +1,955  |
| si♭   | 128/81 (1,580)          | 463,54                      | 792,180              | 800        | -7,820  |
| la♯   | 6 561/4 096 (1,602)     | 469,86                      | 815,640              | 800        | +15,640 |
| do♭   | 32 768/19 683 (1,665)   | 488,34                      | 882,405              | 900        | -17,595 |
| si    | 27/16 (1,688)           | 495,00                      | 905,865              | 900        | +5,865  |
| do    | 16/9 (1,778)            | 521,48                      | 996,090              | 1000       | -3,910  |
| si♯   | 59 049/32 768 (1,802)   | 528,60                      | 1019,550             | 1000       | +19,550 |
| ré♭   | 4 096/2 187 (1,873)     | 549,38                      | 1086,315             | 1 100      | -13,865 |
| do♯   | 243/128 (1,898)         | 556,88                      | 1109,775             | 1 100      | +9,775  |
| ré    | 2/1 (2,000)             | 586,67                      | 1 200                | 1 200      | 0       |